# ترسة بلاغ
ترسة بلاغ هي قرية في مقاطعة أشنوية، إيران. يقدر عدد سكانها بـ 216 نسمة بحسب إحصاء 2016.